# ばけもの絵巻

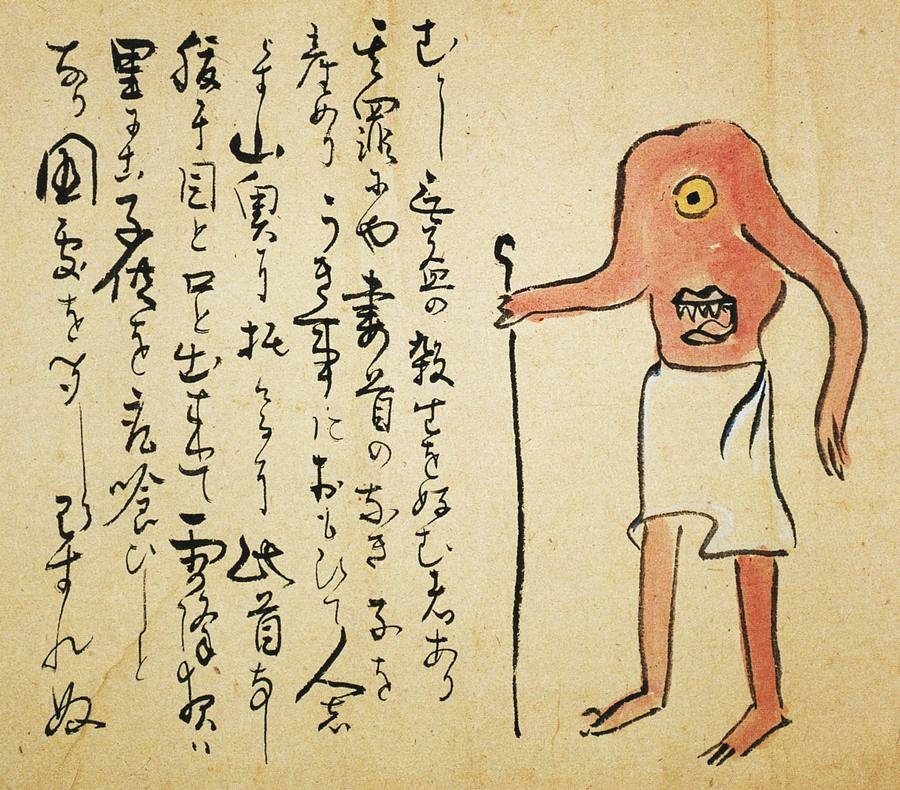
『ばけもの絵巻』所収の妖怪。首の無い人間で雪の夜に里に出て子供を取り喰らった。

ばけもの絵巻（ばけものえまき）とは日本の妖怪絵巻。絵巻物の作者は不詳。制作されたのは明治の頃であろうと推定されている。

## 概要
妖怪の絵と、それに付随する説話がしるされており、全12話が収録されている。説話の舞台は日本各地（陸奥、常陸、越中、丹波、丹後、大和、京都、近江、摂津）が登場している。しかし、絵巻物には経緯などは記されていないため、その地で耳にされた話であるのか、どのように接し得た話であるかは不明瞭であり、類本・類話などの研究がまたれる。
絵の筆致はユーモラスであり、本作品以外には見られない例が大半を占めている。個々の妖怪の名前などは記されておらず、妖怪分類絵巻と呼べるような絵巻物とは少しおもむきが変わるが、どのような話を持つのかという点が主眼になっており貴重な資料である。

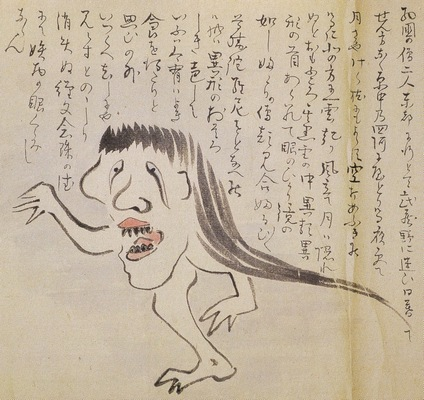
雪婆（雪姥）
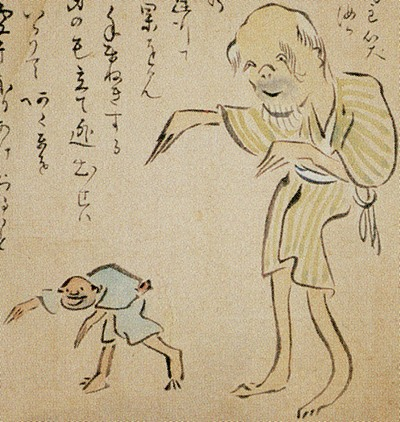
大坊主

## 関連項目

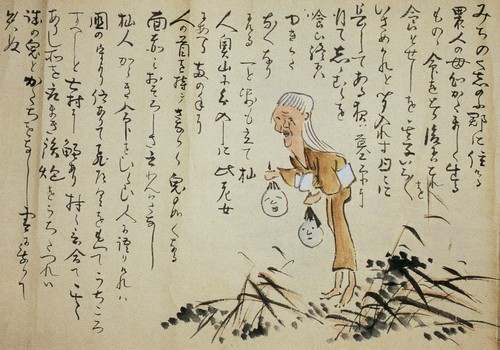
『ばけもの絵巻』にある陸奥国の鬼婆。生者を死なせたり墓を暴いたりして死体を食べたとあり、同じ東北地方の妖怪である「疱瘡婆」と関連しているとの説がある。
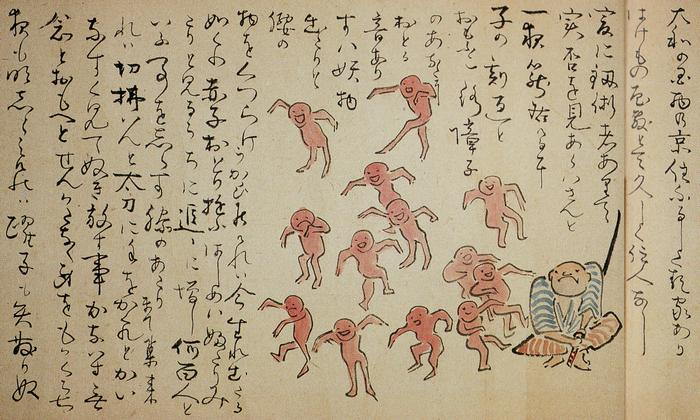
赤子の怪